# Theodor Christensen
Pour les articles homonymes, voir Christensen.
Christen Johannes Theodor Gleerup Christensen, né le 6 avril 1914 à Tveje Merløse, Holbæk au Danemark, et mort le 2 septembre 1967 à Copenhague, est un réalisateur, théoricien du cinéma, enseignant et résistant danois. Il est connu pour ses films documentaires sur les années d'occupation, tels que Det gælder din frihed (da), De fem år (da) et Danmark i Lænker (da).

## Biographie
Il est le fils de Jens Peter Christensen (1880-1972), enseignant municipal, et de Sofie Amalie Gleerup (1880-1944). Il obtient son diplôme en 1932 et poursuit des études de sciences politiques à l'université de Copenhague, où il se lie d'amitié avec un autre étudiant, Karl Roos, qui deviendra plus tard le collaborateur de Christensen dans de nombreuses activités cinématographiques.
Parmi ses documentaires figurent Iran - det nye Persien (da) (1939), Det gælder din frihed (da) (avec Karl Roos) (1946), Her er Banerne (da) (1947) et De fem år (da) (1955, avec la même année Danmark i Lænker (da) et Det gælder din frihed (da)).

Theodor Christensen durant un tournage.

Pendant l'occupation, il organise des groupes de tournage illégaux (Modstandsbevægelsens Filmgruppe), qui enregistrent notamment un certain nombre d'actions de les partisans du BOPA (da), les films étant ensuite envoyés au Special Operations Executive. En 1946, il est chargé par le Conseil danois pour la liberté de réaliser un documentaire présentant l'occupation du point de vue du mouvement de résistance, qui deviendra le film Det gælder din frihed. Le film montre comment le mouvement de résistance a cherché à acquérir une influence politique dans les premières années de l'après-guerre.
Christensen a enseigné à l'Institut du film cubain et à l'École nationale de cinéma du Danemark, qu'il a contribué à créer en 1966. Il a également été membre de la commission de la culture du parti social-démocrate en 1963, qui a préparé la loi sur le cinéma de 1965.
Christensen est enterré au cimetière de Bispebjerg.

## Filmographie
- Til Peter fra Far & Mor (da), producteur, documentaire
- 1938 : C - et Hjørne af Sjælland (da), réalisateur, documentaire
- 1939 : Iran - det nye Persien (da), réalisateur, documentaire
- 1939 : Cherry Heering (da), réalisateur, documentaire
- 1939 : Vi besøger Næstved (da), Manus, documentaire
- 1940 : Jens Langkniv (da), Drejebog, Spillefilm
- 1940 : Det brænder i Norden (da), réalisateur. documentaire
- 1941 : De hundrede dage (da), réalisateur, documentaire
- 1941 : Ungdom i arbejde (da), réalisateur, documentaire
- 1941 : Idrætssvømning (da), réalisateur, documentaire
- 1941 : Hvor enkeltspor bliver dobbelte (da), réalisateur, documentaire
- 1941 : Med Hæren paa Øvelse (da),réalisateur, documentaire
- 1941 : Mod Difteri I (da), réalisateur, documentaire
- 1941 : Ungdom i arbejde (lang stum udg.) (da), réalisateur, documentaire
- 1941 : Ungdom i arbejde (lang toneudg.) (da), réalisateur, documentaire
- 1942 : Gas under Jorden (da), réalisateur, documentaire
- 1942 : Gammelt Metal - nye Varer (da), réalisateur, documentaire
- 1942 : Farvel til Hverdagen (da), réalisateur, documentaire
- 1942 : Skoven (da), réalisateur, documentaire
- 1942 : Ordre No. 95807 (da), réalisateur, documentaire
- 1942 : Hørren rykker frem (da), réalisateur, documentaire
- 1942 : Mod Difteri II (da), réalisateur, documentaire
- 1942 : Vore Tænder (da), réalisateur, documentaire
- 1943 : 7 mill. HK - En film om Burmeister & Wain (da), réalisateur, documentaire
- 1943 : Hos Kofoed paa Amager (da), réalisateur, documentaire
- 1943 : Mennesker i et Hus (da), réalisateur, documentaire
- 1944 : Gengas (da), réalisateur, documentaire
- 1944 : Gengas er Giftgas (da), réalisateur, documentaire
- 1944 : Denmark fights for freedom (da), réalisateur, documentaire
- 1945 : Dansk Staal (da), réalisateur, documentaire
- 1945 : Elvira - et Svin efter Døden (da), réalisateur, documentaire
- 1946 : Det gælder din frihed (da), réalisateur, documentaire
- 1946 : Fremtidens borgere (da), réalisateur, documentaire
- 1946 : 1337 Mennesker (da), réalisateur, documentaire
- 1947 : Radiohuset (da), Manuskript, documentaire
- 1947 : Er der kul nok?, version danoise, documentaire
- 1947 : Jordens Rovdrift, version danoise, documentaire
- 1947 : Kortlægning - i vort liv, version danoise, documentaire
- 1947 : Aarhus (da), réalisateur, documentaire
- 1948 : Her er Banerne (da), réalisateur, documentaire
- 1948 : Lys over hav, version danoise, documentaire
- 1948 : Koloniernes Fremtid, version danoise, documentaire
- 1949 : Grønt guld, réalisateur, documentaire
- 1949 : Mere end ord, version danoise, documentaire
- 1949 : Det gaar fremad igen (da), Manuskript, documentaire
- 1949 : Saadan ligger landet (da), réalisateur, documentaire
- 1950 : Blind (da), producteur, documentaire
- 1950 : Nordsø Sild (da), producteur, documentaire
- 1951 : Alle mine skibe (da), réalisateur, documentaire
- 1952 : The Pattern of Co-Operation (da), réalisateur, documentaire
- 1952 : Då och nu (da), réalisateur, court métrage de fiction
- 1952 : Besøg på en Chokoladefabrik (da), réalisateur, documentaire
- 1952 : Omstigning til fremtiden (da), commentaires, documentaire
- 1953 : Grænseløse verden (da), version danoise, documentaire
- 1954 : Jyske kyst (da), Manuskript, documentaire
- 1954 : Student i Danmark (da), Kommentarer, documentaire
- 1954 : Bim (da), version danoise, Spillefilm
- 1955 : De fem år (da), réalisateur, documentaire
- 1955 : Den store flåde (da), réalisateur, documentaire
- 1955 : Hvad skal jeg være? (da), réalisateur, documentaire
- 1956 : Vand fra Eufrat (da), réalisateur, documentaire
- 1956 : B & W Alpha (da), Manuskript, documentaire
- 1958 : I kø foran livet (da), réalisateur, documentaire
- 1958 : Simba (da), réalisateur, documentaire
- 1958 : What makes them run? (da), réalisateur, documentaire
- 1958 : Træk vejret (da), réalisateur, documentaire
- 1959 : Bare en pige (da), réalisateur, documentaire
- 1960 : Enden på legen (da), réalisateur, documentaire
- 1960 : De fem år (skoleudg.) (da), réalisateur, documentaire
- 1960 : Vejen til Sartano (da), réalisateur, documentaire
- 1960 : Søen, der ændrer Afrikas ansigt, version danoise, documentaire
- 1961 : Dit navn er kvinde (da), réalisateur, documentaire
- 1961 : Radioaktivt nedfald (da), scénario, documentaire
- 1963 : Til husbehov (da), réalisateur, documentaire
- 1963 : Hvad siger smedene? (da), conseil artistique, documentaire
- 1964 : Hende, réalisateur, documentaire
- 1965 : Hvad er der i vejen med mor og far? (da), réalisateur, documentaire
- 1966 : Magasin (da), court métrage de fiction
- 1966 : Forlovelse (da), court métrage de fiction
- 1966 : Den forsvundne løve (da), court métrage de fiction
- 1966 : Bilen (da), court métrage de fiction
- 1967 : Bevægelsen (da), court métrage de fiction
- 1967 : Det blå billede (da), court métrage de fiction
- 1967 : Talent (da), court métrage de fiction
- 1967 : En revolutionær i et velfærdssamfund (da), court métrage de fiction
- 1967 : Sangerinden (da), court métrage de fiction
- 1967 : Tag en rask beslutning (da), court métrage de fiction
- 1967 : Episode (da), court métrage de fiction
- 1967 : Hjemturen (da), court métrage de fiction
- 1968 : Tegneserie (da), court métrage de fiction
- 1976 : The Building of the Trans-Iranian Railway (da), réalisateur, documentaire
- 2006 : Historien bag kameraet, acteur, documentaire TV